# 텝싸인 남딘 FC
남딘 FC(Câu lạc bộ bóng đá Thép Xanh Nam Định)는 남딘을 연고로 하는 베트남의 축구단이다. 현재 V리그 1에 참가하고 있다.

## 우승
- V리그 1: 1985
- V리그 2: 2017
- 베트남 내셔널리그 2부 리그: 2014
- 베트남컵: 2007

## 선수 명단

### 현역
참고: FIFA 자격 규정에 따라 소속된 국가대표팀 국기를 표시합니다. 선수는 복수의 FIFA 비회원국 국적을 가지고 있을 수 있습니다.
| 번호 | 포지션 | 국적   | 이름            |
| ---- | ------ | ------ | --------------- |
| 4    | DF     |        | 루카스 아우베스 |
| 9    | FW     | 베트남 | 응우옌반또안    |
| 18   | MF     | 우간다 | 조셉 음판데     |

| 번호 | 포지션 | 국적 | 이름 |
| ---- | ------ | ---- | ---- |

## 역대 감독
| 감독          | 임기   |
| ------------- | ------ |
| 에르베 르나르 | 2004   |
| 부 홍 비엣    | 2022 ~ |

틀:텝싸인 남딘 FC 선수 명단